# Raffinerie de Skikda
La raffinerie de Skikda est une raffinerie de pétrole située à Skikda en Algérie, elle a été construite en 1980. 
Située au bord de la mer, elle bénéficie du trafic maritime du port de Skikda et peut ainsi accueillir des pétroliers à fort tonnage. Elle a une capacité de traitement d'environ 16,5 millions tonnes/an, ce qui en fait la plus grande raffinerie d'Algérie, cette raffinerie est actuellement exploitée par Sonatrach.

## Histoire
La raffinerie de Skikda est construite par les entreprises italiennes Snamprogetti et 
Saipem, assistées par les entreprises algériennes Sonatro, Sonatiba et 
SN Metal. Les travaux démarrent le 2 janvier 1976, et la raffinerie est mise en service en mars 1980.
En octobre 1993, deux nouvelles unités entrent en service, l'unité de prétraitement et de reforming catalytique et l'unité de traitement et séparation des gaz, elles sont construites par l'entreprise japonaise JGC Corporation.

## Activités
La raffinerie de Skikda traite 16.5 millions de tonnes par an de pétrole brut. La production respecte la norme Euro V et la capacité annuelle de production des différentes unités est de :
- 3 753 800 t de naphta ;
- 2 135 400 t d'essence ;
- 1 500 000 t de kérosène ;
- 5 913 800 t de diesel ;
- 4 270 800 t de fioul ;
- 644 200 t de GPL ;
- 197 300 t de Benzène ;
- 16 900 t de Toluène ;
- 220 100 t de Paraxylène.